# Pavel Chomtjenko
Pavel Aleksandrovitj Chomtjenko, ryska: Пáвел Алексáндрович Хóмченко, född 13 oktober 1994 i Saratov, är en rysk ishockeymålvakt som spelar för AIK i Hockeyallsvenskan.